# Villamayor de Campos (kommun)
Villamayor de Campos är en kommun i Spanien.   Den ligger i provinsen Provincia de Zamora och regionen Kastilien och Leon, i den nordvästra delen av landet, 220 km nordväst om huvudstaden Madrid. Antalet invånare är 422.